# You Best '85
『you Best '85』（ユー・ベスト エイティーファイヴ）は、1985年9月28日に発売された早見優ベスト・アルバム。発売元はトーラスレコード。企画品番はCD:32TX-1020。

## 概要
11枚目のシングル「哀愁情句」から14枚目のシングル「PASSION」までのA面曲4曲＋B面曲2曲に、5枚目のシングル「夏色のナンシー」から9枚目のシングル「誘惑光線・クラッ!」までのB面曲を加えた全11曲入りのベスト・アルバム。CDのみで発売された。本作と同日にカセットテープ『YOU Best COLLECTION 22』が発売された。（前年に発売されたCD「You Best」と本作の曲目を合わせた22曲が収録されている）

## 収録曲

### CD
1. 哀愁情句
作詞：銀色夏生 / 作曲：筒美京平 / 編曲：船山基紀
2. Tonight
作詞：Annie / 作曲：NOBODY / 編曲：茂木由多加
3. STAND UP
作詞・作曲: R.Springfield / 日本語詞: 松本隆 / 編曲: 戸塚修
4. PRESENTATION
作詞: Jun & Jim / 作曲: 小田裕一郎 / 編曲: 入江純
5. PASSION
作詞・作曲: 中原めいこ / 編曲: 新川博
6. XANADU
作詞・作曲: 中原めいこ / 編曲: 新川博
7. 可愛いサマータイム
作詞：三浦徳子 / 作曲：筒美京平 / 編曲：茂木由多加
8. 赤いサンダル
作詞：三浦徳子 / 作曲：筒美京平 / 編曲：茂木由多加
9. 悲しいToo Many Rules
作詞：三浦徳子 / 作曲：筒美京平 / 編曲：大村雅朗
10. THE LETTER
作詞・作曲：John Stanley / 編曲：大村雅朗
11. 緑色のラグ－ン
作詞：松本隆 / 作曲：筒美京平 / 編曲：大村雅朗